# Stenodrina paupera
Stenodrina paupera là một loài bướm đêm trong họ Noctuidae.